# МВЭ-72
МВЭ-72 (минный взрыватель электронный 1972 года разработки) — это взрыватель с обрывным датчиком цели и механизмом дальнего взведения.
Взрыватель МВЭ-72 используется с осколочными минами серий МОН, ОЗМ и ПОМЗ, но может быть применен с любыми взрывными устройствами, рассчитанными на инициирование запалами МД-2 и МД-5М или непосредственно накольным механизмом.

### Строение МВЭ-72
Состоит из заглушки, провода накольного механизма, накольного механизма, гнезда обрывного датчика цели, корпуса, стакана.

### Принцип действия
После выдергивания терки терочный состав воспламеняется и поджигает пирозамедлитель — медленно горящий малогазовый состав. Пирозамедлитель горит не более 100 секунд и включает пиротехнический выключатель, подключая тем самым батарейку к электронной схеме взрывателя. В этот момент начинает заряжаться боевой конденсатор, время заряда которого зависит от его емкости и сопротивления включенного последовательно с ним резистора дальнего взведения. Конденсатор заряжается несколько десятков секунд, после чего мина переходит в боевое положение — в режим ожидания цели. В этом режиме через датчик цели проходит небольшой рабочий ток, свидетельствующий о его целостности.
При обрыве датчика цели ток через него прекращается, что является сигналом для срабатывания взрывателя: боевой конденсатор разряжается на электровоспламенитель накольного механизма. Электровоспламенитель поджигает пороховой заряд, и ударник накольного механизма под действием пороховых газов накалывает капсюль запала.